# قبور بريئة (رواية)
قبور بريئة هي الرواية الثامنة لكاتب الخيال البوليسي الكندي بيتر روبنسون في سلسلة روايات المفتش بانكس. طُبعت الرواية لأول مرة في عام 1996، ولكن أعيد طبعها عدة مرات منذ ذلك الحين. تم اختيار الرواية من قبل Publishers Weekly كواحدة من أفضل روايات الألغاز لهذا العام، وتم ترشيحها لجائزة Hammett لعام 1996، وفازت بجائزة Arthur Ellis لعام 1997 عن «أفضل رواية».

## القصة الأصلية
كتب روبنسون قصة قصيرة بعنوان "البراءة" في عام 1990، عن تيري ريد الذي اتهم بقتل تلميذة و بعد ذلك تم تبرئته. كتب روبنسون بعد ذلك رواية كاملة من وجهة نظر ريد، والتي رفضها ناشره. ثم اعتقد أنه قد يعمل بشكل أفضل مع DI Banks، وأعاد كتابة الرواية بإسم قبور بريئة مع DI Banks و Reed في دور أوين. تم نشر القصة القصيرة البراءة ضمن مجموعة القصص ليس آمناً بعد الظلام (1998).

## اقتباسات
عندما تم إقتباس القصة للتلفزيون، تم تحريرها بشكل كبير ولوحظ أنها لا تحمل الكثير من التشابه مع الكتاب الأصلي. على سبيل المثال، أصبحت ضحية القتل تُعرف الآن باسم إيلي كلايتون؛ شوهدت إيلي لآخر مرة وهي تترك مجموعتها المسرحية المحلية، بدلاً من مدرستها؛ تم العثور على جثتها في بقعة جميلة ومعروفة في فاليز إيدج، وليس في المقبرة المحلية؛ والد إيلي رائد أعمال على الإنترنت، وليس رجل صناعة؛ والمشتبه بهم هم شريك والدها في العمل، ووالدها، وصديقها الذي انفصلت عنه؛ ومعلمها المسرحي بدلا من القس أو زوجته أو صديقة سابقة للمتهم. كانت الحلقة أيضًا تذكر  بأفعال دي سي كين بلاكستون، بدلاً من جيمي ريدل.